# Gilberto dos Santos Souza Júnior
Gilberto dos Santos Souza Júnior (Serrinha, 20 ottobre 1988) è un calciatore brasiliano, centrocampista del Jequié.

## Caratteristiche tecniche
È un mediano.

## Carriera
Ha esordito in Série A il 21 maggio 2011 disputando con l'Atlético Mineiro l'incontro vinto 3-0 contro l'Atlético Paranaense.